# Quiero amarte
Quiero amarte é uma telenovela mexicana produzida por Carlos Moreno Languillo para Televisa e exibido pelo Canal de las Estrellas entre 21 de outubro de 2013 e 1 de junho de 2014 sucedendo Mentir para vivir e antecedendo La malquerida. 
É um remake da telenovela Império de cristal produzida e exibida em 1994.. 
É protagonizada por Karyme Lozano e Cristián de la Fuente, com atuações estrelares de Salvador Sánchez, José Elías Moreno, Otto Sirgo, Luz María Jerez e Olivia Bucio e antagonizada por Diana Bracho, Flavio Medina e Salvador Zerboni e Adriana Louvier.

## Enredo
Mauro é dono da fazenda de café "Paraíso". Tal propriedade herdada de sua falecida esposa, Elena Carmona, com quem teve uma filha, Juliana. Ao longo do tempo, Mauro se torna apaixonado por Florencia, uma jovem proprietária de uma fazenda de café que fazem fronteira com a propriedade de Mauro. Mas o amor de Florencia e Mauro se vê destruída por Lucrecia, alegando que ela espera um filho dele. Mauro e Florencia são separados, apesar de seu grande amor.  Mauro se casa com Lucrecia mesmo sem amar, Florencia também se casa com David, gerente da propriedade, que tem uma uma filha, Amaya com ele. Ao longo do tempo, Mauro e Florencia reconhecem que eles não estão felizes com os seus parceiros e confessam que eles não se esqueceram. No entanto, eles sabem que o seu amor é proibido e que, para evitar uma desgraça desistem de ter esperança. Lucrecia descobre isso e tenta se livrar de Florencia a todo custo, primeiro causando ciúme excessivo de David e, segundo, em um turbilhão de acidentes e mal-entendidos, Florencia e David morrem, deixando-a indefesa sua filha.
Passam 30 anos, Maximiliano filho de  Mauro, se apaixona pela filha de Florencia. Amaya é casado com Horacio Espinoza e tem uma filha chamada Valeria; Max está prestes a casar-se com Constança, filha do melhor amigo de seu pai; Mas o destino faz com amor entre eles é inevitável.Mauro descobre que a mulher que "Max" quer é a filha de seu grande amor. Sua surpresa é enorme como ele continua a esperança de que Florencia sobreviveu ao acidente. Mauro está disposto a se contentar com Amaya está disposto á pagar as dívidas econômicas e emocionais deixadas pendentes pelo seus pais. César, o filho mais velho de Mauro percebe a importância de Amaya na vida de seu pai, e foi dada a tarefa de conquistar e tirar seu irmão Max do caminho. Isso faz com que uma grande rivalidade entre os dois irmãos aconteça. Amaya descobre que Lucrecia poderia estar envolvida com a morte de seus pais, e acredita Mauro levou a morte de sua mãe para ficar com suas terras. Agora quer conhecer à verdade e se vingar do responsável pelo destino de seus pais.
Amaya e Maximiliano vão enfrentar muitos obstáculos se o seu amor é mais forte do que o ressentimento, vingança e ódio que foram geradas no passado de seus pais e que marcou seus destinos.

## Elenco
- Karyme Lozano - Amaya Serrano Martínez de Espinoza / Florencia Martínez de Serrano
- Cristián de la Fuente - Maximiliano “Max” Montesinos Ugarte
- Diana Bracho - Lucrecia Ugarte de Montesinos
- Flavio Medina - César Montesinos Ugarte
- Alejandra Barros - Juliana Montesinos Carmona
- Adriana Louvier - Constanza Olazábal
- José Elías Moreno - Mauro Montesinos
- Salvador Zerboni - Horacio Espinoza
- Otto Sirgo - Manuel Olazábal
- Luz María Jerez - Eloísa Ugarte
- Olivia Bucio - Dolores Morales de Valdez
- Salvador Sánchez - Cipriano Valdez
- Renata Notni - Mariana Valdez Morales
- Andrés Mercado - Iván Fonseca
- Héctor Sáez - Héctor Fonseca
- Cassandra Sánchez Navarro - Flavia Montesinos Ugarte
- Hernán Canto - Lucío Montesinos Ugarte
- Ricardo Franco - Salvador Romero
- Jean Paul Leroux - Jorge de la Parra
- Tanya Vázquez - Carolina Rivera
- Briggitte Bozzo - Valeria Espinoza Serrano
- Yolanda Ventura - Genoveva
- Diego Amozurrutia - Ulises Hernández
- Patricia Martínez- Chelo
- Gabriela Goldsmith - Emma
- Vanesa Restrepo - Nora
- Thelma Dorantes- Amparo
- Javier Herranz- Padre Hipólito
- Germán Gutiérrez- Alain
- Cristiane Aguinaga - Laura
- Abril Onyl - Hortensia
- Kelchie Arizmendi- Nuria
- Sebastián Llapur - Franco
- Jonnathan Kuri - Aarón Méndez
- Zadkiel Molina - Heriberto
- Elizabeth Dupeyrón - Hilda
- Roberto Ruy - Efraín
- Xorge Noble - Baldomero
- Pilar Escalante - Vera
- Alejandro Tommasi - Omar Vásquez
- Abraham Ramos - David Serrano
- David Palazuelos - Dr. Estrada
- Estrella Solís - Enfermera
- Mafer Lara - Alina
- Alex Sirvent - Mauro Montesinos (Jovem)
- Elena de Tellitu - Lucrecia Ugarte de Montesinos (Jovem)
- Jesús Carús - Omar Vásquez (Jovem)
- Benjamín Islas - Reyes

## Exibição
Foi exibida pelo canal pago TLN Network entre 2 de abril a 13 de novembro de 2018 substituindo No limite da paixão e sendo substituída por Um refúgio para o amor.

## Audiência
| Horário             | # Eps. | Estreia               | Estreia           | Final              | Final           | Posição | Temporada   | Classificação geral |
| Horário             | # Eps. | Data                  | Primeiro capítulo | Data               | Último capítulo | Posição | Temporada   | Classificação geral |
| ------------------- | ------ | --------------------- | ----------------- | ------------------ | --------------- | ------- | ----------- | ------------------- |
| Segunda—Sexta 19:15 | 162    | 21 de outubro de 2013 | 16                | 1 de junho de 2014 | 17              | #1      | 2013 - 2014 | 17                  |

Estreou com 16.4 pontos. Sua menor audiência é 11.9, alcançada em 24 de dezembro de 2013, véspera de Natal. Já sua maior audiência é de 20.6 pontos, alcançada em 28 de janeiro de 2014. Seu último capítulo teve média de 17.3 pontos. Teve média geral de 17.1 pontos. 

## Versões
- Imperio de cristal - uma telenovela produzida pela Televisa em 1994.
- Empire  - Telenovela estadunidense produzida por Carlos Sotomayor e Rafael Urióstegui em 1995, uma co-produção entre Televisa e Fox Broadcasting Company.